# Guldgräshoppa
Guldgräshoppa (Chrysochraun dispar) är en art i insektsordningen hopprätvingar som tillhör familjen markgräshoppor. 

## Kännetecken
Guldgräshoppans hane är grön med ett metalliskt skimmer och honan är ljusgrå med rödrosa teckning på bakbenen. Kroppslängden är 16 till 30 millimeter. Honan är större än hanen, ofta omkring 22 till 30 millimeter, medan hanen oftast är omkring 16 till 19 millimeter. Hanen har större flygvingar än honan.

## Utbredning
Guldgräshoppan finns i Europa. I Sverige finns den på Gotland och Öland, samt omkring Mälaren, längs Upplands kusttrakter och i Norrbotten och Västerbotten.

### Status
I Sverige är guldgräshoppan klassad som missgynnad. Det största hotet mot arten är igenväxning av dess livsmiljöer.

## Levnadssätt
Guldgräshoppans habitat är främst fuktiga miljöer som strandängar, diken och kärr. På Gotland har den dock en mer varierad förekomst och finns även i torrare ängsområden. Födan är växter. Fortplantningen sker i juli till augusti och äggen läggs i växtdelar. Äggen övervintrar och kläcks på våren. Som andra hopprätvingar har guldgräshoppan ofullständig förvandling och nymferna äter och ömsar hud allt eftersom de växer, tills de blir fullbildade insekter. 